# Arrate
De Arrate is een berg van 556 meter hoog in Spaans Baskenland.
De berg maakt deel uit van de bergrug Euskal Mendiak en ligt in de provincie Gipuzkoa. Aan de voet van de Arrate ligt de stad Éibar. Ook Elgoibar ligt in de buurt. Op de top van de berg bevindt zich de schrijn van de Heilige Maagd van Arrate, sinds 1928 de beschermheilige van Éibar.
De naam van de berg is een samentrekking van de Baskische woorden voor steen (arr) en tussen (arte). Arrate betekent dan iets als tussen steen. 

## Sport
De belkimming naar Arrate is in het parcours van diverse wielerkoersen opgenomen. Het betreft een klim van 4,6 km aan gemiddeld 8,6%. De top ligt eigenlijk net voor Arrate bij Usartza. Tussen 1941 en 1986 werd hier de klimkoers Subida al Arrate georganiseerd. Tevens was de Arrate meermaals aankomstplaats in de koersen Ronde van het Baskenland en Ronde van Spanje. 
De ritwinnaars in de Ronde van Spanje zijn:
- 1972: Agustín Tamames
- 2012: Alejandro Valverde
- 2020: Primož Roglič

De ritwinnaars in de Ronde van het Baskenland zijn:
- 2012: Samuel Sánchez
- 2018: Enric Mas
- 2019: Emanuel Buchmann
- 2021: David Gaudu
- 2022: Ion Izagirre